# Garbayuela
Garbayuela est une commune d’Espagne, dans la province de Badajoz, communauté autonome d'Estrémadure.

## Histoire
Au XIIIe siècle, Garbayuela était une dehesa appartenant à la baillie de l'ordre du Temple dite de Capilla. En 1310, un inventaire des biens de la commanderie de Capilla dénombrait cinq dehesas: Garbayuela, Yuntas (La Yunta?), Toconal, Almorchón (es) et Rencón de Suja (Rincón del Zújar (es)).